# 푸리에 변환 적외선 분광법
푸리에 변환 적외선 분광법(영어: Fourier-transform infrared spectroscopy, FTIR)은 간섭계를 사용하여 위상 변조한 적외선 영역의 백색광을 사용하는 적외선 분광법의 한 종류로서, 시료에 적외선을 비추어서 쌍극자 모멘트가 변화하는 분자 골격의 진동과 회전에 대응하는 에너지의 흡수를 측정하는 분석법을 말한다.

## 원리
에너지가 약한 적외선 영역의 복사선 흡수가 일어나는 경우에는 전자의 전이가 일어날 수 없고, 분자 에너지 중의 진동 에너지와 회전 에너지만이 증가하게 된다.
{\displaystyle E=E_{vibration}+E_{rotation}}
이때는 여러 진동 에너지 준위의 전이에 해당하는 좁은 흡수 봉우리가 조밀하게 나타나고, 각 진동 에너지 상태에는 대단히 작은 각종 회전 에너지에 해당하는 차를 가지는 봉우리가 나타난다. 그러나 액체나 고체 시료에서는 회전 운동이 일어나지 못하게 되어 있기 때문에 거의 순수한 진동 에너지의 좁은 흡수 스펙트럼만이 나타난다. 복사선의 전기장의 파동은 쌍극자 모멘트의 알짜 변동이 있는 분자 운동에 작용할 수 있고, 분자의 진동 및 회전 운동에 변화를 일으킬 수 있다. 예를 들어 일산화 탄소나 일산화 질소와 같은 분자의 전하 분포는 대칭적이 아니며, 한 개의 원자는 다른 원자보다 더 큰 전자 밀도를 갖는다. 따라서 원자 중심들 사이의 거리가 변동하면 즉시 전하의 진동이 일어나고, 진동하는 전기장은 복사선의 전기장 파동과 상호작용을 하게 된다. 복사선의 진동수가 분자의 진동수와 일치할 때에는 에너지의 전이가 일어나고, 분자 진동의 진폭이 변한다. 그 결과 복사선의 흡수가 나타나게 된다. 이와 비슷하게 비대칭 분자가 그 질량 중심의 주위로 회전할 때 주기적 쌍극자 변동이 일어나는 경우에는 복사선과 상호작용을 할 수 있게 된다. 한편, {\displaystyle N_{2}}, {\displaystyle O_{2}}, 또는 {\displaystyle Cl_{2}} 와 같은 동일핵종 분자가 진동 운동 또는 회전 운동을 할 때에는 쌍극자 모멘트의 알짜 변화가 일어나지 않으므로, 이러한 화합물은 적외선을 흡수하지 않는다. 그리고 액체와 고체 상태에서 회전 운동은 거의 일어날 수가 없고, 따라서 단지 진동 봉우리만이 나타날 뿐이다. 우리는 주로 용액과 고체의 스펙트럼을 취급하는데, 고체의 경우에는 회전 효과가 거의 없다.
적외선 흡수 스펙트럼은 상당히 간단한 화합물이라도 수많은 흡수 봉우리를 가지고 있으며, 두 가지의 서로 다른 화합물이 동일한 조건에서 같은 흡수 적외선 스펙트럼을 가지는 경우는 없다. 그러므로 시료물질의 적외선 스펙트럼이 표준물질의 스펙트럼과 동일한 조건에서 일치하면 시료물질이 표준물질과 같은 것이다. 일반적으로 적외선 스펙트럼에서 세로축은 투광도를, 가로축은 {\displaystyle cm^{-1}} 단위의 파수를 나타낸다. 이것은 파수가 에너지 및 주파수에 직접 비례하므로 편리하기 때문이다. 유기 화합물에서 {\displaystyle C=C}, {\displaystyle C=O}, {\displaystyle C-H}, {\displaystyle O-H}와 같은 작용기가 적외선을 흡수하는 대략의 파수는 이미 알려져 있는 원자들의 질량과 그들 간의 결합력 상수로부터 대략 알 수 있다. ( 식 {\displaystyle \nu ={{1} \over {2\pi }}{\sqrt {{k(m_{1}+m_{2})} \over {m_{1}m_{2}}}}} 이용) 그러나 작용기를 구성하고 있는 다른 원자들의 상호작용을 받기 때문에 작용기의 파수는 변하게 된다. 그러나 그 파수는 어떤 일정한 범위 내에 있게 마련이다. 그동안 많은 화학자들의 노력으로 수많은 물질의 스펙트럼과 각종 작용기의 적외선 흡수 파수를 구하여 연구하고, 정리 발표하였으며, 또 각종 작용기와 흡수 파수의 상관표도 나와 있다.

## 방법
적외선 스펙트럼을 통해 유기 화합물을 확인하고자 할 때에는 시료 스펙트럼을 작성하여 첫째, 3600{\displaystyle cm^{-1}}에서 1200{\displaystyle cm^{-1}}까지의 영역에서 어떤 작용기가 존재할 가능성이 가장 큰지를 참고 문헌을 통해 결정하도록 한다. 그리고 두 번째 단계에서는 가능성이 있는 모든 작용기를 포함하는 순수한 화합물의 표준 스펙트럼과 시료 스펙트럼을 비교하는 것이다. 이 경우에 특히 1200~600{\displaystyle cm^{-1}} 영역의 지문(finger print) 영역에서 조심하여 비교하도록 한다. 왜냐하면 분자의 구조와 성분이 조금만 달라도 이 영역의 흡수 봉우리의 분포가 현저한 차이를 나타내기 때문이다. 그러므로 이 영역에서 두 개의 스펙트럼이 서로 일치하면(물론 다른 영역도 같을 때), 시료물질은 표준물질과 동일 물질이라고 볼 수 있다. 다시 말하면, 분자 내에서 원자는 진동이나 회전을 하고 있으며 이러한 움직임에 의해 분자는 적외선 영역의 특정 파장의 빛을 흡수한다. 흡수되는 빛의 파장은 분자의 크기나 다른 부분의 구조와는 거의 무관하게 분자 내의 원자 간 결합에 좌우된다. 따라서 이를 해석하면 원자의 결합의 종류나 분자 내의 관능기 등에 대한 정보를 얻을 수 있다.

## 장점
측정 시간이 신속하여 짧은 시간내에 여러 번 측정 반복 가능하여 반응 속도 측정에 유리하고, 측정 파수의 정밀도가 우수하다. 거울의 속도를 일정하게 유지시키면 분해능을 일정하게 유지 가능하며, 컴퓨터에 디지털 형식으로 기억하기 때문에 아날로그 오차가 발생하지 않는다. 마지막으로, 기기가 간단하다는 장점이 있다.

## 이용

### 정성분석
- 1. 유기화합물의 확인
- 2. 분자 속에 있는 작용기의 종류를 알 수 있으므로 구조 결정에 이용
- 3. 독특한 흡수띠를 나타내므로 표준 화합물의 스펙트럼과 비교함으로써 미지의 화합물의 확인에 이용
- 4. 이성질체 확인에 이용
- 5. 수소 결합 연구에 이용
- 6. 유기 화학에서 반응이 진행되었는지의 여부 확인에 이용

### 정량분석
비어-람베르트의 법칙에 의거하여 실시하며, 이 경우에는 발색시키지 않고 정량할 수 있고, 흡수 때의 수도 많기 때문에, 혼합물이나 구조가 유사한 화합물들의 혼합물에서도 상호영향을 받지 않도록 각 화합물의 흡수 띠를 선택할 수 있다. (공업공정에서 생기는 대기오염 물질의 분석)

## 참고 문헌
- 기본분석화학, 박기채 저, 탐구당 1997